# Gadsden flag
Pour les articles homonymes, voir Gadsden.

L'inscription DONT TREAD ON ME sur le Gadsden flag signifie « Ne me marche(z) pas dessus ».

Drapeau des Minutemen de Culpeper.

Le Gadsden Flag ou drapeau de Gadsden est un étendard utilisé par les libertariens, qui représente un serpent à sonnette avec la devise Don't tread on me (« ne me marche(z) pas dessus », « ne me foule(z) pas aux pieds », « bas les pattes », en latin : nemo me impune lacessit).
Son origine remonte à Benjamin Franklin et à la guerre d'indépendance des États-Unis. Il a été inventé par le colonel Christopher Gadsden en 1775 et adopté par plusieurs unités militaires ou États comme l'un des symboles de la révolution et de la nouvelle nation. Le serpent à sonnettes aurait été choisi par Benjamin Franklin parce que cet animal n’attaque jamais sans être sérieusement menacé ou agressé, auquel cas il riposte avec sa morsure potentiellement mortelle, mais toujours après avoir fait entendre son bruit caractéristique de crécelle à titre d'avertissement. En outre, le colonel Gadsden a retenu un dessin où la cascabelle du serpent comporte treize anneaux pour symboliser les Treize Colonies,.

## Histoire

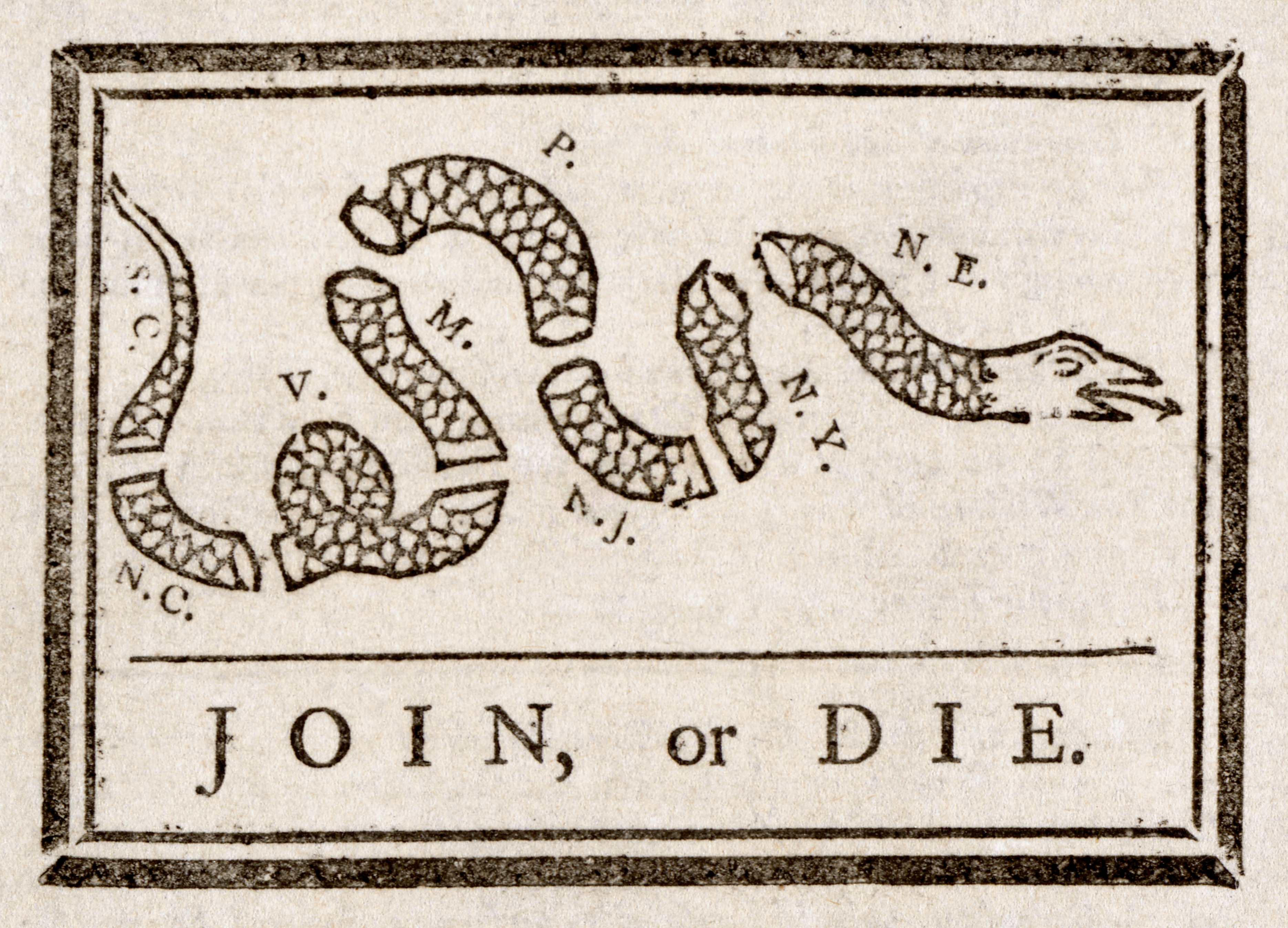
Join, or Die.

Le First Naval Jack, pavillon officiel de la marine américaine, directement inspiré du Gadsden Flag.

L'usage du serpent (Crotalus horridus) est un symbole des treize premières colonies issu du célèbre dessin de presse Join, or Die publié par Benjamin Franklin en 1754. Alors que la révolution américaine approche, le serpent commence à représenter plus qu'un symbole des colonies. En 1774, Paul Revere l'ajoute au titre de son journal Massachusetts Spy, le serpent combattant le dragon anglais. La devise « Don't tread on me » (« ne me marche pas dessus »), inspirée de la devise latine « Nemo me impune lacessit » (« Nul ne m'offense impunément ») qui avait cours en Écosse, lui est ajoutée à cette époque. On trouve le serpent à sonnette et les deux devises sur le drapeau des minutemen de Culpeper, milice formée en Virginie en 1775,.
En 1775, le drapeau conçu par le colonel Gadsden est adopté comme pavillon par le premier bâtiment de la Continental Navy et le 9 février 1776, il est présenté par Gadsden au Congrès de Caroline du Sud qui l'adopte. En 1778, le serpent à sonnette apparaît également sur un billet de banque de l’État de Géorgie.

## Utilisation moderne
Considéré sous la révolution comme un des principaux symboles des colonies révoltées puis des États-Unis eux-mêmes, le Gadsden Flag tombe dans un relatif oubli lorsque le Congrès choisit comme emblème national le Stars and Stripes. Il refait surface lors du bicentenaire de la révolution, lorsque la marine américaine s'en inspire pour créer un pavillon de beaupré, le First Navy Jack (en), utilisé de 1975 à 1976 et de 2002 à 2019.
Par la suite, le Gadsden Flag est utilisé comme étendard de ralliement des libéraux et libertariens aux États-Unis mais aussi dans le reste du monde[réf. nécessaire]. On le retrouve par exemple dans des manifestations antifiscales, pro-liberté et pendant les manifestations du Tea Party aux États-Unis. L'utilisation par les Navy Seals du First Navy Jack, y compris sur les théâtres d'opération, donne alors lieu à des polémiques en 2014, la ressemblance avec le Gadsden Flag du Tea Party étant jugée gênante.
Le Gadsden Flag est aussi utilisé par les sympathisants et militants pro-arme (notamment par la NRA). Cette utilisation est liée à la symbolique du drapeau : les militants considèrent la limitation du droit de possession et de port d'arme comme un empiétement de l'État sur les droits fondamentaux des citoyens américains. La devise sous-entend alors « bas les pattes » quant à une modification ou une interprétation libre de la Constitution (voir Deuxième amendement de la Constitution des États-Unis).

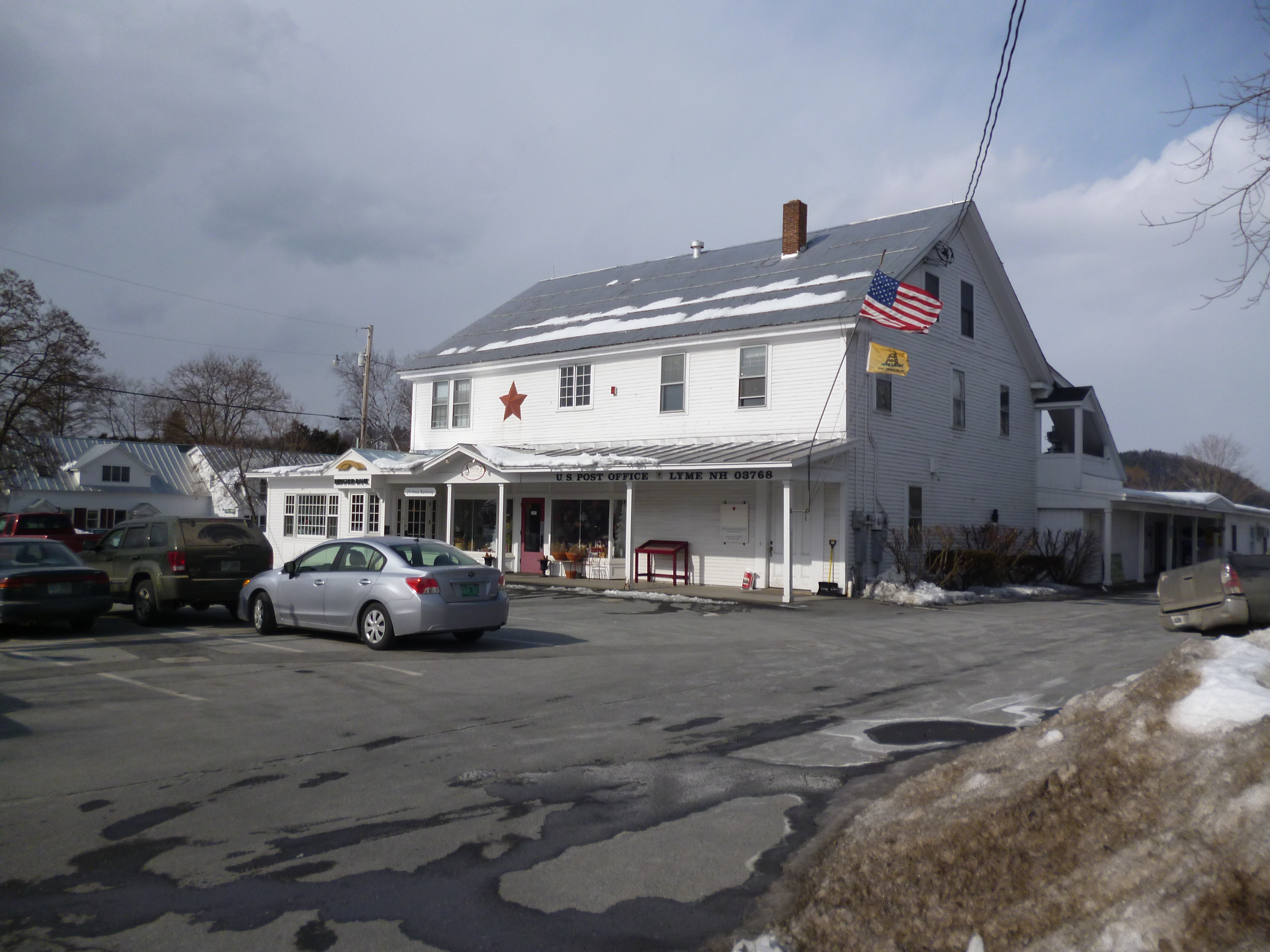
Le Gadsden flag, flottant sous la bannière étoilée, à Lyme dans le New Hampshire.

## Controverses
Les médias associent régulièrement le Gadsden Flag à l’extrême droite américaine, du fait de son utilisation dans certains contextes. En 2014, les terroristes d'extrême droite Jerad et Amanda Miller abattent trois personnes à Las Vegas avant de se donner la mort (Fusillade du 8 juin 2014 à Las Vegas (en)) ; une des victimes est recouverte d'un drapeau jaune au serpent, et d'une croix gammée.
En 2014 aussi, un salarié noir des services postaux porte plainte pour discrimination raciale contre un collègue qui portait ostensiblement une casquette avec l'insigne au serpent et la devise « Don't tread on me ». La plainte a été rejetée par les services postaux, mais l'Equal Employment Opportunity Commission a annulé cette décision. Relevant que « bien que le drapeau de Gadsden soit né dans un contexte non racial, il a depuis été interprété comme véhiculant des messages à caractère raciste dans certains contextes, y compris son utilisation par des personnes associées à des groupes suprémacistes blancs », elle conclut que le Gadsden Flag n'est pas un symbole raciste mais que néanmoins la plainte est recevable, et demande aux services postaux de procéder à une investigation approfondie.

## Culture populaire

### Musique
- Le Gadsden flag figure sur la pochette de l'album The Black Album du groupe Metallica dont une des chansons tire son titre du slogan Dont Tread On Me ; on peut également le voir dans leur clip Nothing Else Matters.
- Le drapeau est visible lors d'une apparition du groupe Muse aux Grammy Awards 2011[15].
- Dans le clip de la chanson Yo x Ti, Tu x Mi de Rosalía (2019), cette dernière porte un pantalon à l'effigie du Gadsden flag[16].

### Cinéma
- Le drapeau est porté par la colonne militaire dans le film Major Dundee (1964) de Sam Peckinpah.
- Il peut être remarqué tout au long du film The Patriot, lors de scènes de guerre.
- On aperçoit le drapeau derrière une femme américaine prônant un discours pro-armes au début du documentaire Bowling for columbine, de Michel Moore.
- Il peut être vu dans la cache d'armes de Burt Gummer dans le film Tremors 3.
- Dans Rocky 4, Paulie a le symbole accroché sur le dos de son blouson une fois arrivé avec Rocky en Russie.
- Dans le film Comancheria, le drapeau est accroché à l'intérieur du mobile-home de Tanner Howard (un des deux frères, joué par Ben Foster).
- Dans le film Leave No Trace, dans le camp des vétérans sans domicile fixe.

### Séries télévisées
- Le drapeau a été utilisé dans la série télévisée Jericho, notamment lors du dernier épisode, pour symboliser l'indépendance de la ville.
- Une version du Gadsden Flag apparaît également dans le bureau de Sam Seaborn (personnage joué par Rob Lowe), dans la série À la Maison-Blanche (The West Wing).
- Dans le 16e épisode de la saison 6 des Simpson intitulé Bart contre l'Australie, Bart montre ses fesses portant l'inscription « Dont tread on me » au Premier ministre d'Australie.
- Dans l'épisode De Russie sans amour de la saison 30 des Simpson, le drapeau apparaît dans la boutique d'Herman.
- Dans la série Defiance, on peut voir le drapeau dans la cache de Nolan le justicier (derrière lui) dans la saison 2 épisode 3.
- Dans la série Ozark, on peut apercevoir le drapeau dans la caravane de la famille Langmore, dans l’épisode 9 de la saison 1.
- Dans Sons of Anarchy, on distingue le drapeau dans le couloir du club house, au début de l'épisode 7 de la saison 3.
- On aperçoit le drapeau dans le sous-sol de Bill, un survivaliste conspirationniste se préparant à l'apocalypse, dans l'épisode 3, Long, Long Time, de la série The Last of Us.
- Dans l'épisode Voix intérieures (saison 3, épisode 18) de la série Buffy, le rédacteur du journal du lycée, Freddie Iverson, présenté comme anticonformiste, a un drapeau de Gadsden dans son bureau.

### Jeu vidéo
- Dans le jeu vidéo Assassin's Creed III, le drapeau (et le « Join, or Die »), est visible un peu partout.
- Dans Metal Gear Solid 2, Solidus Snake, l'antagoniste du jeu, utilise comme emblème une version modifiée du drapeau.
- Dans Firewatch, le tapis de la porte d'entrée de la tour de surveillance dans laquelle le personnage du joueur vit est à l'effigie du drapeau avec le slogan Don't tread on me inscrit dessus.
- Le drapeau est affiché dans la boutique de l'armurier de la ville de Rhodes dans Red Dead Redemption 2.
- Avec le skin « Blue Blasters » du F/A-18C dans War Thunder on peut l’apercevoir sur l’aérofrein.

### Sport
- Pour son nouveau gimmick de Real American, le catcheur de la WWE Jack Swagger a pour symbole le Gadsden flag.